# Joseph Whitworth
Pour les articles homonymes, voir Whitworth.
Joseph Whitworth (Stockport, Cheshire, 21 décembre 1803 – Monte-Carlo, 22 janvier 1887) est un ingénieur et industriel britannique. Il porta la précision de l'usinage à un degré inconnu jusqu'alors, perfectionna le contrôle de planéité et standardisa les filetages. Par les donations qu'il fit à l'université de Manchester, il donna une impulsion décisive au développement de l'enseignement technologique en Grande-Bretagne.

## Biographie

### Ses débuts
Joseph Whitworth est né à Stockport. Son père, Charles Whitworth, était instituteur et pasteur puritain. Très jeune, Joseph Whitworth s'intéressa aux machines. Il fréquenta l’école d’Idle, près de Leeds ; ses talents de mécanicien se révélèrent lorsqu'il se mit à travailler pour le compte de son oncle, qui tenait une filature de coton dans le Derbyshire. Au bout de 4 ans, son apprentissage étant terminé, il trouva un contrat d'embauche comme mécanicien dans une usine de Manchester. Puis il partit pour Londres, et travailla aussi bien pour Henry Maudslay, l’inventeur du tour à tarauder, que pour James Nasmyth (l’inventeur du marteau-pilon) et Richard Roberts.

### Progrès dans la technique de l'usinage

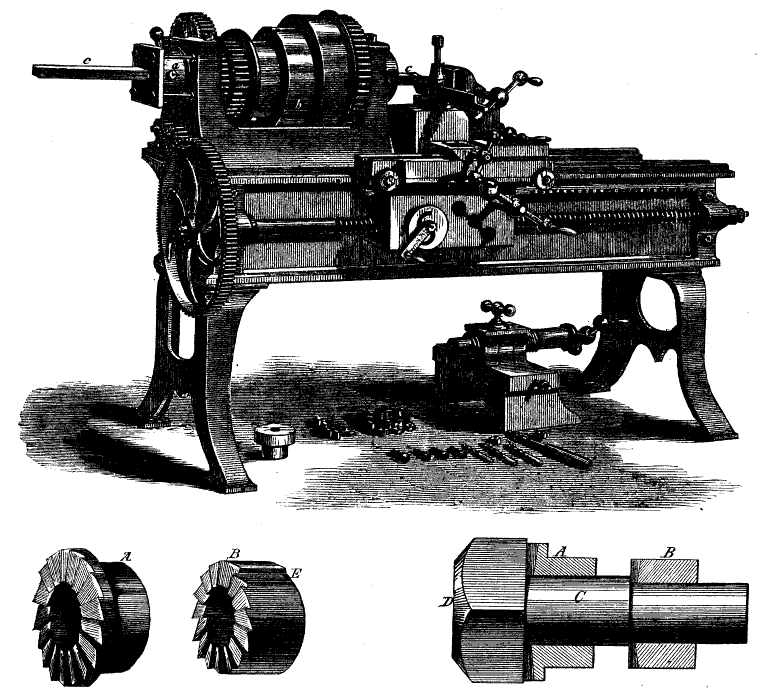
Tour à usiner de 1871

C'est surtout en travaillant pour Maudslay que Whitworth perfectionne ses inventions, avec des machines-outils de plus en plus précises et un procédé de fonderie en coquille pour fabriquer des bâtis de machine-outil en fonte d'une seule pièce : ces bâtis rigides amélioraient la précision des machines tout en réduisant leur poids.
Whitworth travaille aussi pour Holtzapffel & Co. (fabricant de tours à bois) et pour Joseph Clement, ce qui lui permet de collaborer à la fabrication du calculateur de Charles Babbage, la « machine analytique ». Whitworth retourne à Manchester en 1833 pour monter son propre atelier de tours et de machines-outil. Son entreprise est bientôt très réputée pour la précision de ses appareils. On attribue à Whitworth l’introduction en 1844 d'une unité de mesure nouvelle, le « point » (égal à 1/1000e de pouce). En 1853, avec son ami de toujours, l'historien de l'art George Wallis (1811-1891), il est nommé commissaire de l'Exposition universelle de New-York. Ils visitent les usines dans plusieurs États américains, et consignent leurs observations dans un rapport intitulé The Industry of the United States in Machinery, Manufactures and Useful and Applied Arts, compiled from the Official Reports of Messrs Whitworth and Wallis (Londres, 1854).
En 1850, devenu Fellow de la Royal Society et président de l’Institution of Mechanical Engineers (en), Whitworth se fait construire un manoir, The Firs à Fallowfield, au sud de Manchester, dont il confie la construction à l’architecte Edward Walters. Cet édifice est aujourd’hui le Chancellors Hotel & Conference Centre. En 1854, il rachète Stancliffe Hall à Darley Dale (Derbyshire) et y déménage avec sa seconde épouse Louisa en 1872.

### Décès

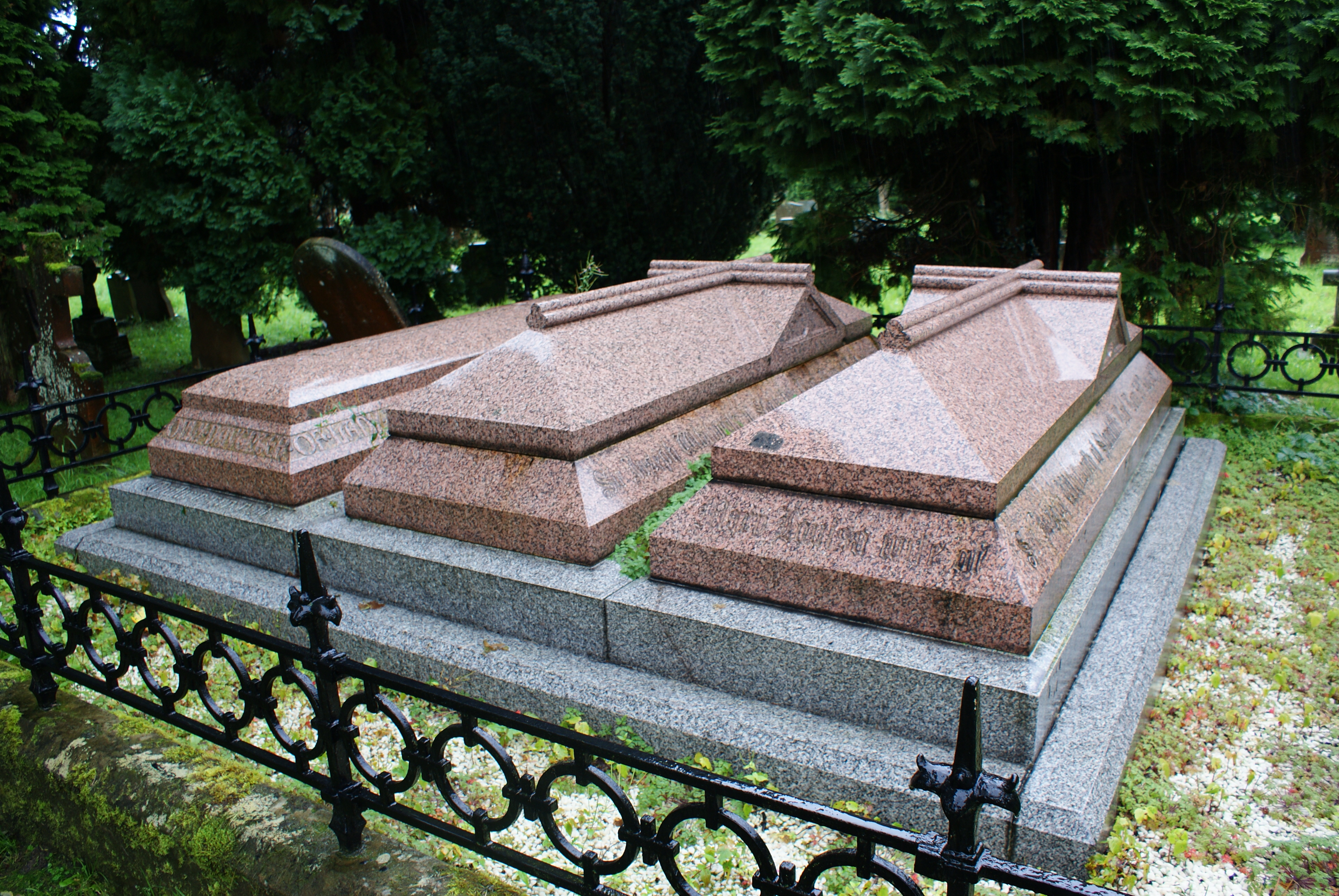
Tombe de Joseph Whitworth Bart. (tombe du milieu) dans le cimetière de l'église paroissiale Sainte-Hélène, à Darley Dale (Derby).

Âgé de 83 ans, Joseph Whitworth meurt en janvier 1887 à Monte-Carlo où il était venu faire une cure de repos. Il est enterré dans le cimetière de l'église paroissiale Sainte-Hélène, à Darley Dale (Derbyshire). Un magazine américain, The Manufacturer and Builder, publie in extenso son oraison funèbre. Whitworth avait chargé ses exécuteurs testamentaires d'investir sa fortune dans des projets philanthropiques, tâche qu'ils continuent d'assurer aujourd'hui. C'est ainsi notamment que la Whitworth Art Gallery de l'Université de Manchester voit le jour.

## Précision et standardisation

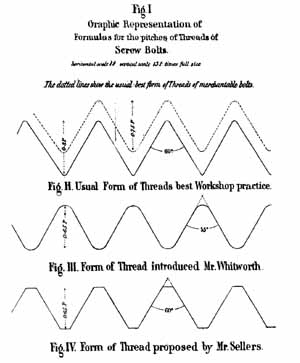
Abaque pour le pas de vis des écrous.

Dans les années 1830, Whitworth systématise la rectification manuelle de planéité des surfaces (cf. table d'usinage) en développant deux techniques : la pâte bleue et le grattage sur trois surfaces témoin. Jusqu'à l'apparition de la technique de grattage, la méthode des trois plaques s'appuyait sur le polissage, avec une précision bien inférieure. Ce progrès se traduisit par une multiplication des instruments de précision, base de l'usinage d'outils de plus en plus fins.
Innovation supplémentaire, le « mesurage d’extrémité », introduit en 1840, utilisait une table d’usinage de précision et un filetage métrique, tous deux de son invention. Avec une précision de 1/1 000 000e de pouce, ce procédé fut présenté au public à l'Exposition universelle de 1851.
En 1841, Whitworth adopta une règle pour le taraudage avec un pas de vis dépendant du diamètre et un angle de filetage uniforme de 55°. Il apparut bientôt comme le premier système standardisé national ; son adoption par les compagnies de chemin de fer, qui jusque-là utilisaient toutes sortes de boulons, entraînèrent son usage universel et même son adoption comme norme (norme BS 84:1956) : le British Standard Whitworth (BSW) .

### Le fusil Whitworth
Le Secrétariat d'État à la guerre (War Department) chargea Whitworth de trouver un successeur au fusil Enfield Pattern 1853 de calibre 14,66 mm, dont la récente guerre de Crimée venait de montrer les inconvénients. Le fusil Whitworth avait un calibre inférieur (11 mm) et un canon de section hexagonale ; les balles, allongées, avaient un taux de rotation supérieur (un tour complet sur vingt pouces de guidage) à la carabine Enfield, et les essais de 1859, rapportés par le journal The Times le 23 avril, confirmèrent sa supériorité à tous égards. Cependant, la géométrie hexagonale du canon s'avéra vulnérable au fouling, et comme son usinage était quatre fois plus coûteux que celui de la carabine Enfield, le gouvernement britannique repoussa son adoption, contrairement à l’Armée française. Une quantité indéterminée de fusils Whitworth fut livrée aux Confédérés lors de la Guerre de Sécession : les Américains baptisèrent cette arme le Whitworth Sharpshooter.
La reine Victoria inaugura en 1860 le premier meeting de la National Rifle Association of the United Kingdom à Wimbledon en tirant avec un fusil Whitworth monté sur affût : la balle atteignit le centre de la cible à 366 m.
Ces fusils, d'un coût de fabrication élevé, sont d'une remarquable précision à des distances allant jusqu'à 1000m, l'idéal étant 650-800m. Ils étaient utilisés par les tireurs d'élite et permettaient de toucher des cibles à longue distance comme des soldats trop exposés. L'arme pouvait être utilisée avec sa visée d'origine ou équipée d'un dioptre pouvant améliorer la prise de visée et donc la précision. Un bon tireur devait pouvoir faire 3 à 5 tirs par minute, selon la position de tir employée. Le temps de vol d'un projectile jusqu'à une cible située à 600 m dure deux secondes.[réf. nécessaire]

### Le chargement par la culasse

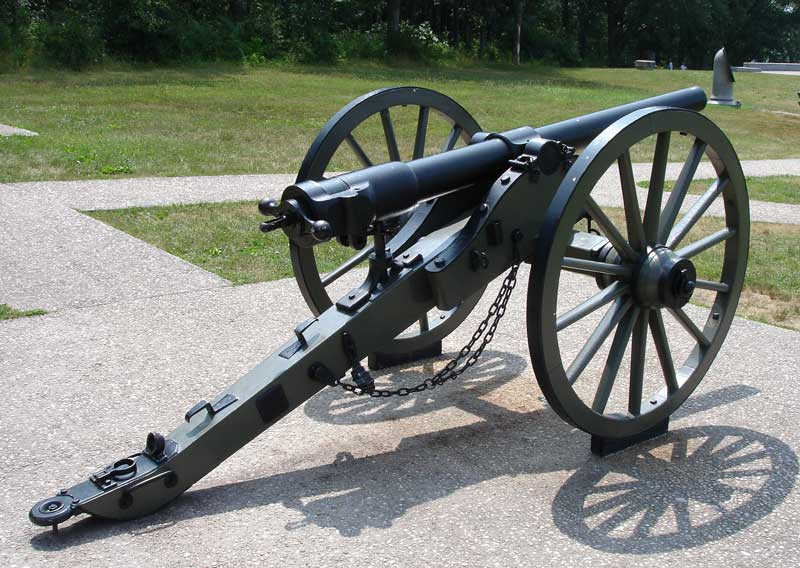
Canon Whitworth de 12 livres à chargement par la culasse.

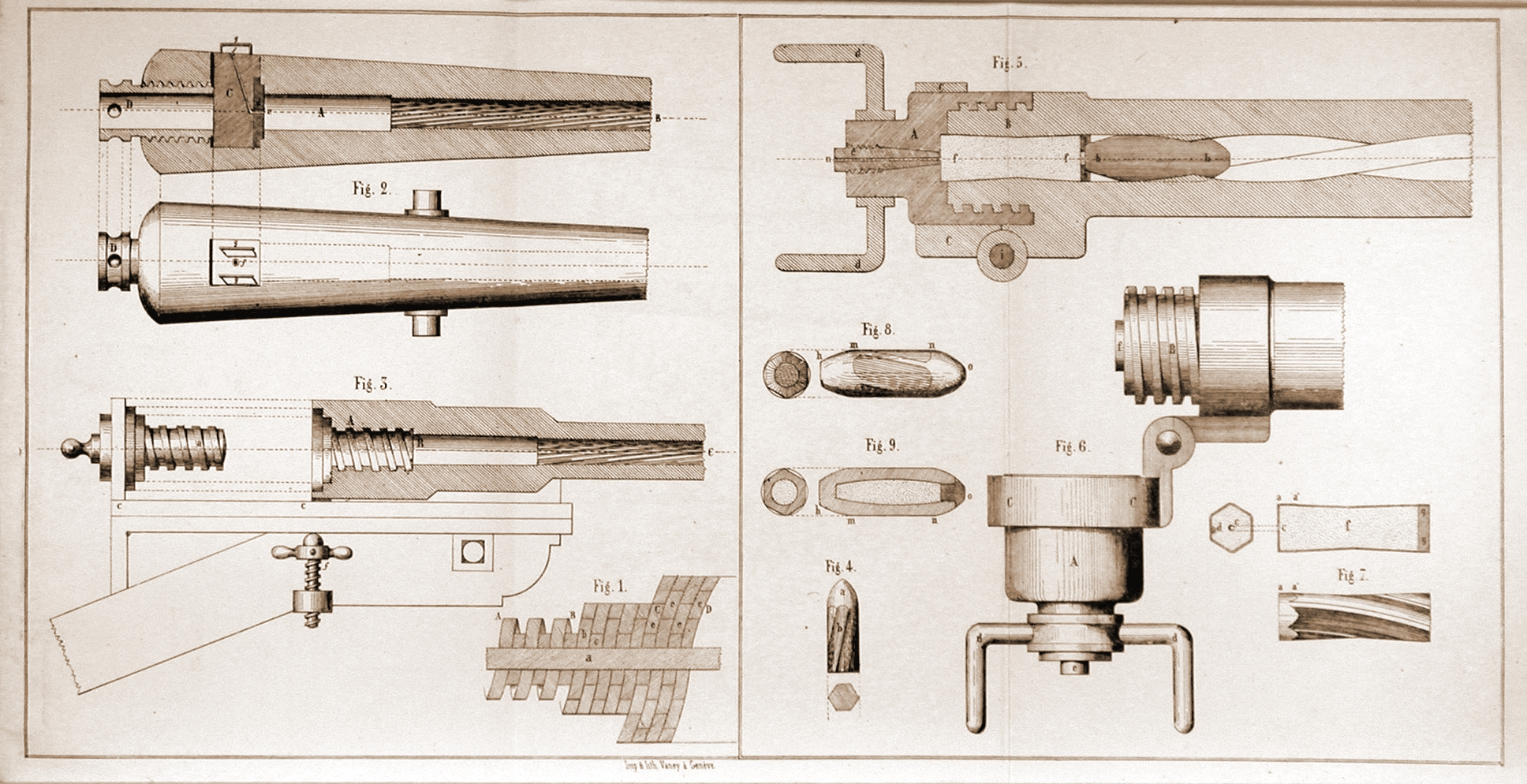
Culasses système Armstrong et Whitworth (à droite)

Whitworth conçut également un canon rayé de 70 mm à chargement par la culasse : cette arme tirait des obus de 5,75 kg (12 livres 11 onces) avec une portée d'environ 10 000 m (6 miles). Ces obus à rayure spirale furent brevetés en 1855. L'armée britannique préféra à cette arme le canon mis au point par Armstrong, mais le canon Whitworth servit lors de la guerre de Sécession.
Comme le montre la gravure du canon de 12 livres, Whitworth est un précurseur du verrou à filetage interrompu, breveté aux États-Unis par le négociant Arthur M. Eastman et amélioré par le colonel français de Bange.
En s'efforçant d'améliorer le rendement de ses armes à feu, Whitworth fut amené à breveter un procédé pour couler de l'acier sous pression (fluid-compressed steel), et construisit une fonderie près de Manchester. Certains de ses prototypes ont été présentés à l'Exposition universelle de Paris de 1883.

## Récompenses et commémorations

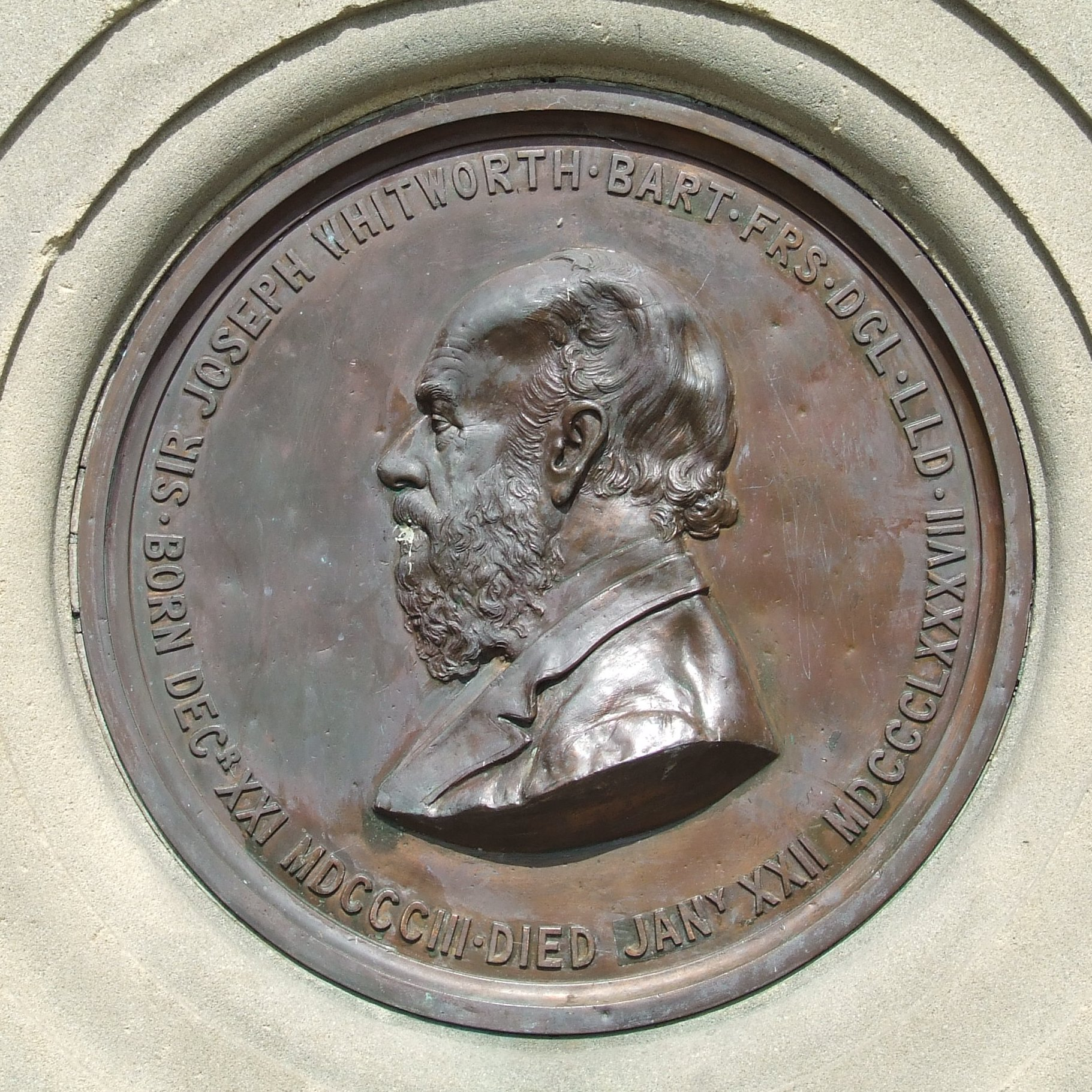
Plaque commémorative du mémorial de Whitworth Park, Darley Dale posée en 1894.

Whitworth reçut de multiples récompenses pour la qualité de ses inventions et fit fortune.
Il fournit des blocs de pierre de six tonnes extraits de la carrière de Darley Dale, pour faire édifier les lions de St. George's Hall à Liverpool. Il a également pourvu le Manchester Whitworth Institute, où un hôpital sera dédié à la mémoire de sa femme.
Convaincu de l'intérêt d'une formation technique poussée, Whitworth encouragea financièrement le Mechanics’ Institute de Manchester (l’actuel UMIST (en)) et fut cofondateur de la Manchester School of Design. En 1868, il créa les bourses Whitworth pour promouvoir l'enseignement du génie mécanique. En reconnaissance de ses découvertes et de sa contribution à l’éducation à Manchester, le campus de l’Université de Manchester porte le nom de Whitworth Building, et la remise des diplômes a lieu dans le Whitworth Hall. La Whitworth Art Gallery de l’université et le Whitworth Park qui lui est adjacent sont le fruit du legs qu'il fit à sa mort à la ville de Manchester. Whitworth Street, entre London Road et l'extrémité sud de Deansgate, est l’un des plus grands boulevards du centre-ville de Manchester. Whitworth Lane est une piste cyclable longeant Owens Park, à deux pas de The Firs. Il y a aussi un Whitworth Park à Darley Dale.